# Septicollarina
Septicollarina är ett släkte av armfotingar. Septicollarina ingår i familjen Aulacothyropsidae.
Kladogram enligt Catalogue of Life:
| Septicollarina | \| \| Septicollarina hemiechinata \| \| \| \| \| \| Septicollarina oceanica \| \| \| \| |
|                | \| \| Septicollarina hemiechinata \| \| \| \| \| \| Septicollarina oceanica \| \| \| \| |
|                | Fallax                                                                                  |
|                |                                                                                         |
|                | Laurinia                                                                                |
|                |                                                                                         |
|                | Septicollarina hemiechinata                                                             |
|                |                                                                                         |
|                | Septicollarina oceanica                                                                 |
|                |                                                                                         |

|  | Septicollarina hemiechinata |
|  |                             |
|  | Septicollarina oceanica     |
|  |                             |